# 백인 짐바브웨인
백인 짐바브웨인(구 백인 로디지아인)은 유럽인 후손으로 이루어진 남부 아프리카 민족이다. 자연어적, 문화적, 역사적 측면에서 이들 유럽 민족 계통의 사람들은 대부분 영국 정착민의 영어 사용 후손이다. 소수의 사람들은 남아프리카 공화국 출신 아프리카너의 아프리칸스어 사용 후손이거나 그리스, 포르투갈, 이탈리아, 유대인 이민자의 후손이다. 2022년 짐바브웨 인구 조사에 따르면 짐바브웨 인구의 0.16%를 차지한다.

## 배경
오늘날의 짐바브웨(1895년부터 남로디지아로 알려짐)는 1890년대부터 영국 남아프리카 회사(BSAC)에 의해 점령되었으며, 은데벨레인과 쇼나족을 복속시킨 이후였다. 초기 백인 정착민들은 두 번째 금이 풍부한 비트바테르스란트를 찾기를 희망하며 광물 자원을 찾아왔다. 짐바브웨는 해발 900~1,500m(2,950~4,900피트) 고도의 고원에 위치해 있다. 이로 인해 이 지역은 유럽인 정착과 상업 농업에 적합한 온화한 기후를 가지게 되었다.
BSAC의 국가 점령을 도운 백인 정착민들에게는 1,200 헥타르 (3,000 ac)의 토지 보조금이 지급되었으며, 오랫동안 그 땅에 살았던 토착 흑인들은 법적으로 소작인으로 분류되었다. 1930년 토지 할당 및 점유 법안은 아프리카인들을 국내의 비옥한 농지에서 추방하고, 생산성이 낮고 강우량이 적은 부족 신탁 토지로 제한했다. 이 법안은 백인 소유를 위해 강우량이 많은 지역을 유보했다. 백인 정착민들은 저렴한 비용으로 국가로부터 구입할 수 있는 비옥한 농지 덕분에 로디지아로 이주했다. 이로 인해 젊은 식민지에서 상업 농업이 성장했다. 백인 농장은 일반적으로 백인 가족이 소유하고 수백 명의 흑인 직원을 고용한 대규모(>100km2(>38.6mi2)) 기계화된 농장이었다. 많은 백인 농장은 흑인 직원과 그 가족에게 주택, 학교, 진료소를 제공했다. 1980년 독립 당시, 국내 농지의 40% 이상이 약 5,000개의 백인 농장으로 이루어져 있었다. 당시 농업은 국내 GDP의 40%와 외화 수입의 60%를 차지했다. 주요 수출품으로는 담배, 소고기, 설탕, 면화, 옥수수가 있었다. 광물 부문도 중요했다. 금, 석면, 니켈, 크롬은 론민(론민 1999년부터) 및 앵글로아메리칸과 같은 외국 소유 기업에 의해 채굴되었다.
1921년 5월 3일 인구 조사에 따르면 남로디지아의 총 인구는 899,187명이었으며, 이 중 유럽인은 33,620명; 혼혈은 1,998명; 아시아인은 1,250명; 남로디지아의 반투 원주민은 761,790명; 반투 외국인은 100,529명이었다. 이듬해 남로디지아인들은 국민투표에서 남아프리카 연방의 주로 편입되는 것을 거부했다. 대신 이 나라는 자치적인 영국 식민지가 되었다. 완전한 자치령 지위를 얻지는 못했지만, 다른 식민지와 달리 사실상 자치령으로 취급되었고, 총리는 영연방 총리 회의에 참석했다.

## 역사
포르투갈 탐험가 안토니오 페르난데스가 이 지역을 방문한 최초의 유럽인이었다.

### 정착
1891년, 남로디지아가 영토로 설립되기 전에는 약 1,500명의 유럽인이 거주하는 것으로 추정되었다. 이 숫자는 1945년에 약 75,000명으로 서서히 증가했다. 1945년부터 1955년까지 백인 인구는 150,000명으로 두 배가 되었으며, 그 10년 동안 100,000명의 흑인들이 백인 소유로 지정된 농지에서 강제로 재정착되었다. 그러나 백인 농업 공동체 일부 구성원들은 백인 소유로 지정된 토지에서 흑인들을 강제로 이주시키는 것에 반대했다. 일부는 미활용 "백인 토지"를 흑인 농민에게 이전하는 것을 선호했다. 예를 들어, 1947년, 웨자 백인 농민 해리 미드는 솔로몬 은다와라는 흑인 이웃이 200-헥타르 (500 ac)의 관개 밀 농장에서 퇴거당하는 것에 성공적으로 반대했다. 미드는 토지 위원회 청문회에서 은다와를 대리했으며 은다와를 학대적인 질문으로부터 보호하려고 노력했다.

1970년대 로디지아 정부의 백인 이민을 장려하는 소책자 "더 굿 라이프"에서 발췌한 로디지아 부부가 원주민 캐디들의 시중을 받으며 골프를 치는 모습.

로디지아로의 대규모 이주는 제2차 세계 대전 이후에야 시작되었다. 1962년 식민지의 첫 번째 종합 인구 조사에서 로디지아에는 221,000명의 백인 거주자가 있었다. 1970년대 중반에 최고조에 달했을 때, 로디지아의 백인 인구는 277,000명에 달했다. 1940년대부터 1970년대 초까지 백인 정착민의 유입이 있었다. 1971년에는 9,400명의 백인 이민자가 순유입되었는데, 이는 1957년 이래 최고치이자 역대 세 번째로 높은 수치였다. 전후 즉시 가장 눈에 띄는 집단은 전 영국 군인이었다. 그러나 많은 신규 이민자들은 유럽의 공산주의 난민이었고, 다른 사람들은 전 영국령 인도의 복무 요원이거나 전 케냐 식민지, 벨기에령 콩고, 잠비아, 알제리, 모잠비크 출신이었다. 한동안 로디지아는 아프리카의 탈식민지화와 아시아의 탈식민지화로부터 후퇴하는 백인들에게 일종의 안식처를 제공했다. 1974년 스미스 정부는 100만 명의 유럽인이 국내에 정착하도록 유치하는 대규모 캠페인을 시작했다.
제2차 세계 대전 이후의 로디지아 백인 정착민들은 이전 로디지아 정착민이나 다른 영국 식민지 출신과는 다른 성격을 가진 것으로 간주되었다. 케냐에서는 정착민들이 "장교 계급"과 영국 토지 소유 계급에서 유입된 것으로 인식되었다. 반면, 제2차 세계 대전 이후 로디지아의 정착민들은 하위 사회 계층에서 유입된 것으로 인식되었고, 영국 당국은 그들을 그에 상응하게 대우했다. 피터 고드윈이 가디언에 쓴 것처럼, "외무성 고관들은 로디지아인들을 하층 중간 계급, 지방 사무원과 장인에 불과한, 제국의 하급 부사관으로 치부했다."
로디지아 백인 인구의 성장을 장려하는 여러 요인이 있었다. 여기에는 전후 경제의 산업화와 번영이 포함되었다. 남아프리카의 국민당 승리는 중앙 아프리카 연방(1953~1963)이 형성된 요인 중 하나였으며, 이는 아프리카너 민족주의에 대한 방어벽을 제공하기 위함이었다. 남로디지아, 북로디지아(현재 잠비아), 니아살랜드(현재 말라위)가 강력한 경제 단위를 형성하여 남아프리카의 경제력을 상쇄하면서, 연방 시대에 영국의 정착과 투자는 활황을 이루었다. 이 세 지역의 경제력은 영국 의회 법률을 통해 연방을 설립하는 주요 요인이었다. 또한 1950년대 초부터 로디지아에서 백인 지배가 잠비아(북로디지아)나 케냐와 같은 다른 영국 식민지보다 더 오래 지속될 것이 분명했다. 많은 신규 이민자들은 다수 통치와 독립에 대해 "여기는 아니다"라는 태도를 가지고 있었다.

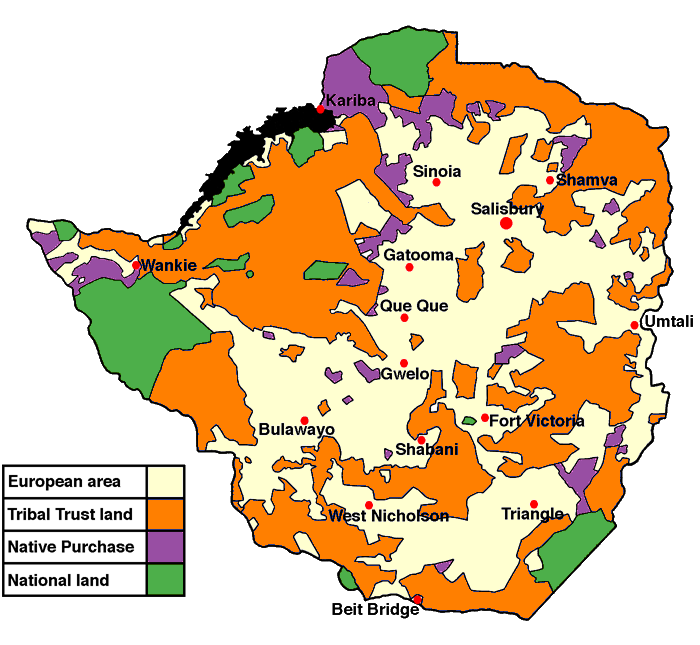
1965년 로디지아의 토지 할당

로디지아는 백인 소수 정부가 운영했다. 1965년, 그 정부는 이언 스미스 총리 아래 일방적 독립선언('UDI')을 통해 독립을 선언했다. UDI 계획은 유엔 경제 제재 기간과 치무렝가(쇼나족) 또는 부시 전쟁으로 알려진 내전 이후 결국 실패했다. 영국 식민지 통치는 1979년 12월에 돌아왔고, 이 나라는 영국령 남로디지아가 되었다. 1980년 4월, 이 나라는 짐바브웨로 독립을 얻었다.
로디지아 공동체는 국내 흑인 및 아시아인 공동체와 대체로 분리되어 있었다. 도시 로디지아인들은 도시의 별도 지역에 살았고, 자체적인 분리된 교육, 의료, 여가 시설을 가졌다. 짐바브웨인과 로디지아인 간의 결혼은 가능했지만 오늘날까지 매우 드물다. 1903년 부도덕 억제 조례는 흑인 남성과 백인 여성 간의 "불법적인"(즉, 미혼) 성관계를 불법으로 규정했으며, 이를 위반하는 백인 여성에게는 2년의 징역형이 부과되었다. 초기 백인 이민자의 대부분은 남성이었고, 일부 백인 남성들은 흑인 여성들과 관계를 맺었다. 그 결과 소수의 혼혈인(1921년 인구 조사에 따르면 총 899,187명 중 1,998명)이 생겨났고, 이들 중 일부는 백인으로 인정되었다. 가필드 토드(1953~1958년 총리)의 인종 간 성관계에 관한 법률을 자유화하자는 제안은 위험할 정도로 급진적인 것으로 간주되었다. 이 제안은 거부되었으며, 토드의 정치적 몰락을 초래한 요인 중 하나였다.
백인 로디지아인들은 매우 높은 생활 수준을 누렸다. 토지 점유 법안은 농지의 30%를 백인 소유로 유보했다. 흑인 노동 비용은 낮았으며(1975년 월 약 40달러), 무료 주택, 식량, 의류가 포함되었다. 간호사는 월 120달러를 벌었다. 낮은 임금은 농업 경제 상황에서 큰 영향을 미쳤다. 교육, 의료 및 기타 사회 서비스에 대한 공공 지출은 백인에게 크게 집중되었다. 공공 서비스의 고임금 일자리 대부분도 백인에게 유보되었다. 숙련된 육체 노동 직업에 종사하는 백인들은 흑인 경쟁으로부터 고용 보호를 받았다. 1975년 로디지아인의 평균 연 소득은 약 8,000달러(세율 5% 적용)—이는 그들을 세계에서 가장 부유한 공동체 중 하나로 만들었다.

### 로디지아
1922년 국민투표에서 공동체는 남아프리카 연방 가입을 거부하고 대신 책임정부를 수립하기로 결정했다. 1964년 로디지아 독립 국민투표에서 공동체는 영국으로부터의 독립에 압도적으로 찬성표를 던졌고, 이는 이언 스미스 총리 아래 로디지아의 일방적 독립선언으로 이어졌다. 공동체는 로디지아 부시 전쟁(1964~1979)에 휘말렸고, 스미스 정부는 백인 소수 통치를 유지하려고 했다. 백인 남성들은 로디지아 보안군과 영국 남아프리카 경찰에 징집되었다. 백인 민간인들은 에어 로디지아 825편과 에어 로디지아 827편과 같은 일부 공격의 대상이 되었다. 공동체는 UDI 기간 동안 영국이 경제 제재를 가하고 모잠비크가 1976년에 국경을 폐쇄하여 로디지아가 인도양과 세계 무역에 접근할 수 없게 되면서 새로운 경제적 어려움에 직면했다. 로디지아는 주요 스포츠 행사에서 배제되었고, 이는 백인 선수들이 1968년 하계 올림픽, 1972년 하계 올림픽, 1976년 하계 올림픽에 참여할 수 없다는 것을 의미했다.
소수의 영국 이민자들은 19세기 후반에 영국 식민지인 남로디지아, 후일 짐바브웨에 정착민으로 도착했다. 이후 75년 동안 유럽인들의 꾸준한 이주가 계속되었다. 1965년부터 로디지아로 알려진 남로디지아의 백인 인구는 1975~76년에 약 30만 명으로 최고조에 달했으며, 이는 인구의 약 8%를 차지했다.

### 독립 후
이 나라는 1980년 4월, 로버트 무가베가 이끄는 짐바브웨 아프리카 민족 연합 - 애국 전선 정부 아래 짐바브웨로 독립을 얻었다. 독립 후, 이 나라의 백인 시민들은 이전의 특권 대부분을 잃었다. 로디지아에서 백인들을 지원했던 풍부한 사회 복지망(교육과 의료 포함)은 거의 즉시 사라졌다. 장인, 숙련공, 감독 계층의 백인들은 흑인들과의 직업 경쟁을 경험하기 시작했다. 공공 서비스의 현지화로 많은 백인들이 일자리를 잃었다. 그 결과 백인들의 이민이 가속화되었다. 1980년부터 1990년까지 10년 동안 백인 공동체의 약 3분의 2가 짐바브웨를 떠났다.
그러나 많은 백인들은 새로운 짐바브웨에 남기로 결정했다. 백인 농업 공동체의 3분의 1만이 떠났다. 백인 도시 사업주와 전문직 종사자 중에서는 훨씬 더 적은 비율이 떠났다. 이러한 이민 패턴은 비록 절대적인 수는 적었지만, 짐바브웨의 백인 인구가 사회 상류층의 높은 비율을 유지했음을 의미했다.
1984년 더 선데이 타임스 매거진의 기사는 백인 짐바브웨인의 수가 10만 명 이하로 떨어지기 직전이었던 당시의 삶을 묘사하고 사진을 실었다. 이민자의 약 49%는 남아프리카로 정착하기 위해 떠났으며, 이들 중 다수는 아프리칸스어 사용자였고, 29%는 브리튼 제도로 갔다. 나머지 대부분은 호주, 뉴질랜드, 캐나다, 미국으로 떠났다. 이들 이민자 중 다수는 계속해서 자신을 로디지아인으로 여겼다. UDI 시대에 대한 노스탤지어를 가진 백인 로디지아인/짐바브웨인은 속어로 "로디"라고 불린다. 이러한 노스탤지어에 젖은 "로디지아인"들은 "로디지아에 있었을 때"라는 문구에서 유래한 경멸적인 "웻위즈"라고도 불린다.
영국으로부터의 독립의 기초가 된 1979년 랭커스터 하우스 협정은 최소 10년 동안 백인 소유주에 의한 토지의 보조적 자발적 매각을 통해 강제적인 토지 재분배를 배제했다. 따라서 로디지아 국가 시대에 확립된 토지 소유 패턴은 독립 후에도 한동안 지속되었다. 따라서 상황에 적응할 준비가 된 백인들은 매우 편안한 생활을 계속 누릴 수 있었다. 실제로 독립 합의는 유리한 경제 상황(경제 구조 조정 프로그램 포함)과 결합되어 백인 짐바브웨인, 특히 백인 농업 공동체에게 전례 없는 번영의 20년을 안겨주었다. 농업 부문에서는 "젊은 백인 백만장자"라는 새로운 계층이 나타났다. 이들은 일반적으로 유럽의 농업 대학과 경영 대학원에서 배운 기술을 적용한 젊은 짐바브웨인이었다. 1989년 상업 농민 연합 회장 존 브라운은 "이 나라는 상업 농민들을 위한 최고의 정부를 보았다"고 말했다.
독립 당시 유엔이 부과한 경제 제재 해제와 로디지아 부시 전쟁 종식은 즉각적인 '평화 배당금'을 가져왔다. 세계 자본 시장에 대한 접근성 회복으로 운송 및 학교의 주요 신규 인프라 개발에 자금을 조달할 수 있게 되었다. 경제 성장 분야 중 하나는 관광으로, 특히 유럽 및 북미 방문객을 대상으로 했다. 많은 백인들이 이 분야에서 일자리를 찾았다. 또 다른 성장 분야는 원예로, 꽃, 과일, 채소 재배를 포함했으며, 이는 유럽 시장으로 항공 운송되었다. 많은 백인 농민들이 여기에 참여했으며, 2002년에는 유럽으로 수입되는 원예 제품의 8%가 짐바브웨에서 조달되었다고 주장되었다. 백인 인구 중 경제적 이민자 요소는 독립 후 빠르게 떠났고, 국가에 더 깊은 뿌리를 둔 백인들이 남았다. 나라는 안정되었고 백인 인구도 안정되었다.
크리스 맥그리얼은 2008년 4월 옵저버 (신문)에 쓴 글에서 짐바브웨 백인들이 "...집과 수영장과 하인을 유지했다. 백인 농부들은 훨씬 더 잘 지냈다. 작물 가격이 급등하면서 카리바 호수에 보트를 사고 새로 구입한 비행기를 위해 농장에 활주로를 건설했다. 짐바브웨의 백인들은 ZANU-PF와 암묵적인 이해 관계를 맺었다. 정치에 개입하지 않는 한 이전처럼 살아갈 수 있었다."고 주장했다.
전문 기술을 가진 백인 짐바브웨인들은 새로운 질서에서 쉽게 받아들여졌다. 예를 들어, 크리스 앤더슨은 강경파 로디지아 법무부 장관이었지만, 짐바브웨에서 독립 의원이자 주요 변호사로서 새로운 경력을 쌓았다. 1998년, 그는 악명 높은 "남색 재판"에서 전 대통령 카난 바나나를 변호했다. 이 재판 당시, 앤더슨은 로버트 무가베 대통령이 동성애자들을 "식민지 발명품으로 아프리카 전통에서는 알려지지 않았기 때문에 개와 돼지보다 더 나쁘다"고 묘사한 태도에 반대했다.
존 브레덴캄프는 UDI 시대에 무역 사업을 시작했으며, 당시 "제재 회피"에 대한 전문 지식을 개발했다. 그는 유엔 무역 제재에 맞서 로디지아 담배 수출과 (로디지아 정부의 헌터 제트기 부품 및 탄약 포함) 부품 수입을 주선한 것으로 알려져 있다. 브레덴캄프는 독립 후에도 사업을 계속 확장하여 10억 달러로 추정되는 개인 재산을 모았다.
빌리 로이텐바흐와 같은 몇몇 백인 짐바브웨 사업가들은 몇 년간 해외에서 일한 후 짐바브웨로 돌아왔다. 로이텐바흐는 짐바브웨의 광물 부문 활동을 콩고 민주 공화국과 같은 인접 국가로 확장하는 데 성공했다. 찰스 데이비는 짐바브웨에서 가장 큰 개인 토지 소유자 중 한 명이다. 데이비는 리플 크릭, 드리후크, 다이어스 랜치, 믈렐레시 농장을 포함하여 1,200km2(460mi2)의 토지를 소유하고 있는 것으로 알려져 있다. 그의 재산은 어떤 형태의 토지 재분배에도 거의 영향을 받지 않았으며, 그는 이 사실이 정치인 웹스터 샤무와의 사업 관계와 관련이 있다는 것을 부인한다. 데이비는 샤무에 대해 "나는 개인적으로 좋아하고 잘 지내는 사람과 파트너 관계를 맺고 있다"고 말했다. 샤무에 대한 다른 견해는 덜 호의적이다.
짐바브웨의 정치 환경은 일부 백인 사업가들이 중요한 역할을 한 착취적 사업 문화를 발전시켰다. 짐바브웨가 1998년 DRC 개입으로 인해 EU 제재를 받게 되었을 때, 정부는 UDI 시대의 제재 회피 전문가와 인력을 동원하여 호크 제트기 부대용 부품과 탄약을 조달할 수 있었다. 25년간의 ZANU-PF 정부 이후, 짐바브웨는 특정 종류의 백인 백만장자들이 살고 사업하기에 congenial한 장소가 되었다.
독립 헌법에는 짐바브웨 정부가 로디지아 국가의 전직 공무원들에게 지급해야 할 연금 의무를 이행해야 한다는 조항이 포함되어 있었다. 이 의무에는 짐바브웨 외부(거의 모든 백인)에 거주하는 연금 수급자에게 외화로 지급하는 것이 포함되었다. 연금 지급은 1990년대까지 이루어졌지만, 그 후 불규칙해지다가 2003년 완전히 중단되었다.
국내의 토지 침탈과 혼란스러운 정치 상황 이후, 많은 짐바브웨 출신 외국 백인 농민들과 호텔리어들은 인접한 잠비아에 재정착하여 농업을 부흥시키고 지역 관광 산업을 발전시키고 있다. 2009년 이후 영국 정부는 짐바브웨에 거주하는 고령의 영국 시민들이 영국에 재정착하는 것을 돕는 본국 송환 계획을 실행에 옮겼다. 짐바브웨에 남아있는 일부 백인 공동체의 어려움으로는 해외 친척들이 보내주는 송금에 의존하는 것, 사설 의료비용, 생활비 등이 있다.
이 공동체는 2000년대 짐바브웨 국영 언론에 의해 비하적인 캠페인의 표적이 되었다. 여러 국영 신문은 백인 짐바브웨인들을 "영국의 자녀들"과 "정착민이자 식민주의자"라고 언급했다. 2006년, 보로데일의 부유한 하라레 교외에 살던 여러 백인 짐바브웨인들이 무가베의 새 집과 가깝다는 이유로 집에서 쫓겨났다. 2007년, 주로 백인 청소년 100명이 보로데일의 글로우 나이트클럽 급습 중 체포되었고, 경찰 버스 두 대에 실려 시내 중앙 경찰서에 구금되었다고 보고되었다. 목격자들에 따르면, 이 청소년들 중 몇몇은 짐바브웨 경찰에게 공격당했다.

#### 랭커스터 협정 및 토지 개혁
랭커스터 하우스 협정은 1979년 9월 10일부터 12월 15일까지 개최되었으며, 총 47차례의 총회가 정식으로 열렸고, 영국 외무장관인 제6대 캐링턴 남작 피터 캐링턴이 회의 의장을 맡았다.
랭커스터 하우스 협정의 내용은 새로운 헌법, 독립 전 준비, 휴전 조건과 더불어 토지 개혁을 돕기 위한 영국과 짐바브웨 공화국 간의 양자 지불 협정이었다. 마가렛 대처 하에 체결된 이 협정은 로디지아에서 현재의 짐바브웨로 권력이 이동함에 따라 다가오는 토지 재분배를 지원하고자 했다.
1990년대 중반까지 약 12만 명의 백인이 짐바브웨에 남아있었다고 생각된다. 이 작은 숫자에도 불구하고 백인 짐바브웨 소수 집단은 상업 농장, 산업, 관광에 대한 투자를 통해 경제의 대부분을 통제했다. 그러나 지속적인 토지 개혁 프로그램(토지 소유의 인종적 균형을 변경하려는 목적)은 많은 백인 농민들을 이주하게 했다. 일부 농촌 지역에서 이러한 개혁과 관련된 폭력 수준은 더 넓은 백인 공동체의 입지를 불편하게 만들었다. 독립 20년 후, 이 나라에는 21,000명의 상업 농민이 있었다.
1997년, 토니 블레어 영국 총리와 그의 정부는 랭커스터 하우스 협정에 대한 자금 지원 논의를 철회하여 갈등을 야기했다. 이는 곧이어 발생한 토지 강탈 사태로 이어졌다. 참전 용사들은 영국 정부가 협정을 계속 이행할 능력이 없다는 것은 그들이 직접 나서야 한다는 의미로 받아들였다. 토지 강탈은 영국 정부와의 관계 악화로 인해 공식적으로 뒤따랐다.
신속 토지 개혁은 짐바브웨 정치 생활에서 매우 중요한 위치를 차지하게 되었다. ZANU 정치인들은 로디지아 토지 할당을 부당하다고 보고 개정을 추진했으며, 토지를 백인과 흑인 소유로 적절히 분산해야 한다고 주장했다. 백인 농부들은 이것이 거의 목적을 달성하지 못한다고 주장했다. 따라서 그들의 눈에는 문제가 토지 소유권보다는 개발 부족에 있었다. 백인 농부들은 자신들이 "최고의 경작 가능 토지의 70%를 소유하고 있다"는 주장에 대해, 자신들이 실제로 소유한 것은 "최고로 개발된 경작 가능 토지의 70%"이며, 따라서 이 두 가지는 완전히 다른 것이라고 주장하며 응수했다. 논쟁의 장단점을 떠나, 독립 후 기간 동안 토지 문제는 관련된 모든 사람에게 엄청난 상징적 중요성을 띠게 되었다. 독립의 환희가 가라앉고 1990년대 후반에 다양한 경제적 사회적 문제가 명백해지면서, 토지 문제는 문제의 초점이 되었다.
그 목적은 110,000km2 (42,470mi2)에 달하는 대부분의 비옥한 농장 토지를 소유한 4,000개의 백인 농장을 원주민 흑인 다수에게 균등하게 할당하는 것이었다. 프로그램을 실행하는 데 사용된 수단은 즉흥적이었으며, 많은 경우 강제 압류를 포함했다.
2000년 3월까지, 1979년에 통과된 토지 개혁 법률에 따라 토지는 거의 재분배되지 않았다. 당시 영국과 짐바브웨 간의 랭커스터 하우스 협정은 1890년부터 1979년까지 짐바브웨를 통치했던 백인 소수와 원주민 흑인 인구 간의 토지 분배를 더욱 공정하게 시작할 것을 약속했다. 그러나 이 단계에서 토지 취득은 자발적인 방식으로만 이루어질 수 있었다. 토지는 거의 재분배되지 않았고, 좌절한 정부 지지자 집단은 백인 소유 농장을 압류하기 시작했다. 대부분의 압류는 냐만들로부와 이냐티에서 발생했다.
2006년 중반까지, 원래 5,000개의 백인 농장 중 500개만이 완전히 운영 중이었다. 압류를 피한 백인 농장 대부분은 마니카랜드와 미들랜즈에 있었는데, 그곳에서는 지역 거래를 하고 전략적 파트너십을 형성하는 것이 가능했다. 그러나 2007년 초까지 압류된 농장 중 일부는 이전 백인 소유주에게 (축소된 규모 또는 계약 기반으로) 임대되고 있었고, 그들 중 최대 1,000개가 어떤 형태로든 다시 운영될 수 있다는 주장이 제기되었다.
짐바브웨 대학교 사회학자는 IWPR 기자 베네딕트 우넨도로에게 전 로디지아의 백인 지배 계층의 동지애가 빈곤한 백인들이 인종적 이유로 지배 계층이 제공하는 사회 지원으로 인해 인지할 수 있는 사회 집단이 되는 것을 막았다고 말했다. 이 시스템은 짐바브웨 건국 이후 붕괴되어, 특히 2000년 이후 백인 소유 농장의 몰수가 큰 타격을 입히면서 빈곤한 백인의 수가 증가했다. 부유한 백인 지주들이 이주하거나 재정적으로 자립하면서, 주로 흑인 노동의 감독자로 일했던 그들의 백인 직원들은 하라레와 같은 도시의 거리에서 비참한 상태에 처하게 되었고, 많은 사람들이 이스트리아와 같은 도심에서 구걸하는 모습이 목격되었다. 백인 소유주로부터 몰수된 토지는 흑인 소작농과 소농들에게 재분배되거나, 상업 토지 회사 또는 정부와 관련된 사람들에게 인수되었다.
수탈당한 백인 농부들의 동정자들은 새로운 토지 소유자들의 전문 경영 기술 부족이 짐바브웨 농업 생산량의 급격한 감소를 초래했다고 주장했다. 농업 생산량을 늘리기 위해 모잠비크와 잠비아를 포함한 인접 국가들은 짐바브웨의 백인 농부들을 유인하기 위해 토지 및 기타 인센티브를 제공했다.
2008년까지 5,000명의 백인 농부 중 약 10분의 1만이 원래 농지에 남아있었고, 이들 중 다수는 계속해서 위협에 직면했다. 2008년 6월까지 데일리 텔레그래프는 짐바브웨에 280명의 백인 농부가 남아있으며, 그들의 모든 농장이 "침략당했다"고 보도했다. 2008년 6월 28일 무가베가 대통령으로 취임한 날, 농지 압류에 항의했던 몇몇 백인 농부들은 그의 지지자들에게 구타당하고 불태워졌다.
2017년, 새로운 대통령 에머슨 음낭가과의 취임 연설은 토지 개혁 프로그램 동안 토지를 압류당한 백인 농부들에게 보상하겠다고 약속했다. 롭 스마트는 음낭가과 대통령이 취임한 지 한 달 만에 토지를 돌려받은 최초의 백인 농부가 되었으며, 군사 호위를 받으며 마니카랜드 지방의 농장으로 돌아왔다. 다보스에서 열린 세계 경제 포럼 2018에서 음낭가과는 또한 그의 새로운 정부가 농업 및 토지 소유권에서 인종적 기준을 고려하는 것은 "구시대적"이며 "과거의 철학"이 되어야 한다고 밝혔다. 짐바브웨 정부가 백인 짐바브웨인들의 토지 소유에 대한 규제를 완화하자 수백 명의 백인 농부들이 짐바브웨로 돌아왔으며, 돌아온 백인 농부들 중 상당수는 흑인 농장 소유주들과 합작 투자를 형성했다. 2023년 현재, 이 나라에는 900개의 백인 운영 상업 농장이 있다. 이 농부들은 보통 자신의 땅을 경작하는 것이 아니라, 압류된 백인 소유의 땅을 받은 흑인 농부들로부터 합작 투자로 임대하고 있다.

#### 차별
2000년대 이후 짐바브웨 백인 공동체에 대한 폭력이 급증했으며, 주요 대상은 백인 농부들이었다.
2008년 6월, 영국 언론에 백인 농부들에 대한 적대감을 주장하는 여러 기사와 편지를 게재했던 영국 태생 농부 벤 프리드와 그의 처가인 마이크, 안젤라 캠벨이 납치되어 심하게 구타당한 채 발견되었다. 하라레 병원에 입원 중이던 캠벨은 자신의 농장을 위한 법적 싸움을 계속하겠다고 맹세했다. 2008년 11월, 남아프리카 개발 공동체 재판소는 정부가 캠벨에게 인종 차별을 가하고, 법적 구제를 거부하며, 농장 방어를 방해했다고 판결했다.
2010년 9월 18일, 주말 동안 하라레에서 수많은 백인들이 헌법 개정 프로그램에 참여하는 것을 쫓겨나고 저지당했으며, 이는 폭력과 혼란으로 얼룩졌다. 유사한 사건이 그라니테사이드에서도 발생했다. 마운트 플레전트에서는 백인 가족들이 짐바브웨 아프리카 민족 연합 - 애국 전선 지지자로 추정되는 사람들에게 심한 욕설을 듣고 쫓겨났으며 인종차별적인 모욕을 당했다. 또한 정부와 지지자들에 의한 백인 소유 농지의 불법 압류도 많았다.
2011년 9월 저명한 농부가 폭행으로 사망한 후, 상업 농민 연합 회장은 그 공격을 비난하며, 백인 회원들이 정부의 보호 없이 계속해서 폭력의 대상이 되고 있다고 말했다.
2012년, 집단학살 워치는 짐바브웨에서 백인에 대한 폭력이 5단계(총 10단계)에 해당한다고 선언했다.
2014년 9월, 무가베는 모든 백인 짐바브웨인들이 "영국으로 돌아가야 한다"고 공개적으로 선언하며, 흑인 짐바브웨인들에게 백인 농부들에게 농지를 임대하지 말 것을 촉구했다.

## 인구 변화
1980년 짐바브웨가 국제적으로 인정받는 독립을 얻은 후 이민으로 인해 백인 인구는 감소했다. 1980년 22만 명, 2000년 7만 명, 2012년 3만 명으로 추정되었다. 그러나 2023년에는 정부가 백인의 농지 소유에 대한 규제를 완화하면서 백인 인구가 증가했다. 많은 과거 토지를 빼앗겼던 백인 농부들은 흑인 지주들과 합작 투자를 형성했다. 현재 짐바브웨 정부에는 백인 장관이 세 명 있는데, 조슈아 사코와 방겔리스 하리타토스가 그들이다. 2023년에는 데이비드 콜타트가 불라와요 시장으로 당선되어 1981년 이후 첫 백인 시장이 되었다.

### 감소
1965년 11월, 당시 남로디지아의 자치 식민지 정부는 흑인 다수 통치(당시 흔히 변화의 바람으로 언급됨)를 피하기 위해 일방적 독립 선언(UDI)을 발표했으며, 이로써 이 나라는 사실상 독립했으나 미승인 국가인 로디지아가 되었다.
대부분의 유럽 식민지에서와 마찬가지로 백인 정착민들은 사회의 모든 영역에서 특권적인 위치를 차지했다. 광범위한 비옥한 농지는 백인들이 소유했다. 공공 서비스의 고위직은 백인에게 유보되었으며, 육체 노동 직업에 종사하는 백인들은 흑인 아프리카인과의 직업 경쟁으로부터 법적 보호를 받았다. 시간이 지남에 따라 이러한 상황은 국내의 다수 민족 집단과 국제 여론의 넓은 부분에 점점 더 환영받지 못하게 되었고, 이는 로디지아 부시 전쟁과 결국 1979년의 랭커스터 하우스 협정으로 이어졌다.
1980년 이 나라가 짐바브웨 공화국으로 재구성된 후, 로디지아인들은 흑인 다수 정부가 있는 나라에서 소수 민족으로 살아야 했다. 상당수의 로디지아인들이 남아있었지만, 많은 이들이 생명에 대한 두려움과 불확실한 미래로 인해 1980년대 초에 이주했다. 정치적 불안정과 많은 백인 소유 상업 농장의 압류로 인해 1999년부터 로디지아인들의 추가 이탈이 시작되었다. 2002년 인구 조사에 따르면 짐바브웨에 46,743명의 로디지아인이 거주하고 있었다. 10,000명 이상이 노인이었고, 15세 미만은 9,000명 미만이었다.
짐바브웨가 독립한 1980년 당시, 로디지아인의 약 38%는 영국 태생이었고, 로디지아 태생은 약간 더 적었으며, 약 20%는 다른 아프리카 지역 출신으로 추정되었다. 당시 백인 인구는 이동성이 큰 요소를 포함하고 있었으며, 많은 백인들은 정착민이라기보다는 외국 이민자로 간주하는 것이 더 적절할 것이다. 1960년에서 1979년 사이에 로디지아로의 백인 이민은 약 180,000명이었고, 해외 백인 이민은 202,000명이었다(평균 백인 인구는 약 240,000명). 백인 이민은 독립이 다가오면서 가속화되었다. 1978년 10월 백인 순이민은 1,582명으로, 로디지아가 1965년 UDI를 선언한 이후 기록된 가장 높은 출국자 수였다. 공식 정부 통계에 따르면 1,834명의 백인이 이민을 갔고 252명의 백인 이민자가 도착했다. 1978년 첫 9개월 동안 11,241명의 백인이 이민을 갔다. 이민을 막기 위해 로디지아 정부는 각 출국 가족이 1,400달러까지만 국외로 반출할 수 있도록 허용했다.

## 공동체

### 아프리카너 공동체
첫 번째 아프리카너 무리는 1893년 개척자 던컨 무디에 의해 소 수레를 타고 도착했다. 그 뒤를 이은 아프리카너들은 대부분 남동부의 아열대 저지대 농장과 소 방목으로 유명한 고원 중앙 및 북서부 평야에 정착했다. 이 공동체는 1960년대 후반에 약 25,000명으로 최고조에 달한 것으로 추정된다. 아프리카너인 P. K. 판 데르 빌은 로디지아의 외무장관(1974~1979)을 지냈다. 수천 명이 1980년 짐바브웨 독립 후 남아프리카로 돌아갔지만, 4년 뒤인 1984년에도 15,000명에 달하는 아프리카너가 남아있었다. 이들은 국내의 앵글로색슨계 백인들에게 "야피(japies)", "헤어리백(hairy-backs)", "록 스파이더(rock spiders)", "로프(ropes)"와 같은 경멸적인 용어로 불리기도 했다. 제2차 세계 대전이 끝날 때까지 남로디지아의 "인종 문제"는 오로지 아프리카너와 영어 사용자 간의 경쟁을 의미했다. 그러나 이 나라의 아프리카너들은 제국의 절대적 거부를 포함한 아프리카너 민족주의의 가장 급진적인 요구를 추진하지 않았다. "반 네덜란드" 정서는 1922년 국민투표에서 남아프리카 연방과의 통합을 백인 로디지아가 거부하는 데 기여했으며, 통합이 아프리카너 "빈민 백인"의 유입을 가져올 것이라는 두려움도 있었다. 일부 아프리카너들은 국민당의 정책을 피해 이 나라로 왔으며, 영국과 더 가까워지기 위해서가 아니라 남아프리카의 아프리카너 우월주의에서 벗어나 영어 사용 백인들과 백인 아프리카 정체성을 형성하기 위해 남로디지아를 찾았다.

### 유대인 공동체
초기 유대인 이민 물결은 러시아와 리투아니아 출신의 아슈케나짐으로 구성되었다. 살리스베리(현재 하라레)에는 1894년부터 활동적인 유대인 공동체와 회당이 존재했다. 1930년대에는 그리스 섬 로도스섬에서 세파르딤의 물결이 도착했다. 제3제국에서 박해를 피해 온 독일계 유대인들도 이 나라에 정착했다. 새로 독립한 벨기에령 콩고에서 내전을 피해 많은 유대인들이 도착했다. 유대인 공동체는 1961년부터 1970년대 초까지 7,060명에서 7,500명으로 최고조에 달했다. 살리스베리(현재 하라레)에는 세 개의 활동적인 회당이 있었고, 불라와요에는 한 개의 회당이 있었으며, 수많은 유대인 공동체 센터, 스포츠 클럽, 초등학교, 청소년 운동 및 헤브라 카디샤(유대인 매장 사회)와 같은 기타 조직이 있었다. 가투마, 그웰로, 케 케에도 작은 유대인 공동체가 존재했다. 현재 이 나라에는 두 개의 활동적인 회당이 있는데, 모두 하라레에 있다. 아슈케나짐 회당과 세파르딤 회당이다. 회중 수가 감소함에 따라 두 공동체는 안식일에 미냔을 합친다. 두 개의 유대인 초등학교는 계속 운영되고 있으며, 하라레의 샤론 학교와 불라와요의 카멜 학교가 있다. 지역 유대인 공동체의 규모가 줄어들면서, 이 학교의 학생들 대부분은 유대인이 아니다.

### 그리스인 공동체
짐바브웨의 그리스인 공동체는 1972년에 13,000명에서 15,000명으로 최고조에 달했으나, 현재는 그리스인 또는 그리스계 혈통의 사람들을 포함하여 약 1,000명으로 크게 감소했다. 짐바브웨의 그리스계 키프로스인 공동체는 약간 더 커서, 1,200명의 키프로스인들이 계속해서 이 나라에 살고 있다. 그리스인과 키프로스인들은 주로 이 나라에서 식당과 소규모 사업체를 운영하는 것으로 알려져 있었다. 중요한 그리스 및 키프로스 사업주와 토지 소유자도 일부 있으며, 헬레니즘 공동체의 대다수는 무역 직업에 종사하거나 제과점 운영에 관여하고 있다. 2008년에 하라레에 독립 그리스 고등학교인 헬레니카 아카데미가 설립되어 계속 운영되고 있다. 짐바브웨와 남부 아프리카의 정교회 대교구는 알렉산드리아 총대주교의 관할 아래에 있다.

### 이탈리아인 공동체
이탈리아인들은 일찍이 1906년 짐바브웨에 와서 오늘날의 친호이에 시노아라는 정착지를 형성했다.

### 포르투갈인 공동체
포르투갈 이민자들은 포르투갈령 모잠비크에서 건설업에 종사하기 위해 왔으며, 이후 새로 독립한 앙골라와 모잠비크에서 파도가 밀려왔다.

## 예술과 오락
백인 소수 통치 기간 동안 주로 공동체의 이익을 위한 여러 문화 조직이 존재했다. 여기에는 국립 미술관, 국립 예술 재단, 살리스베리 예술 위원회 등이 포함되었다.

### 문학

#### 소설
예술적 표현은 종종 짐바브웨 출신의 "멜랑콜리한 백인 망명자"가 은밀히 고향으로 돌아가기를 갈망하는 모습을 그린다.
거트루드 페이지의 로디지아 소설들은 모두 1907년에서 1922년 사이에 쓰여졌다. 이 소설들에는 황야의 사랑(1907), 경계의 끝(1908), 경로(1914)가 포함된다. 1914년의 '로디지아인'에서 페이지는 자신의 "비어 있는" 로디지아 풍경에서 농업 생산성과 식민지 정착을 감탄하며 썼다. "유적의 계곡은 더 이상 홀로 태양 아래 방치되지 않으며; 언덕은 더 이상 풍요로운 평야를... 한가한 즐거움에만 맡겨두지 않는다." 소설에서 그녀는 세실 로즈를 풍경에 "속박되고 감싸여" "영원히 사람들의 영혼을 묶는 요부"로 상상하며, 로디지아가 그의 고독 속에서 그에게 "아내이자 아이"였을지 궁금해하는데, 이는 페이지가 로즈를 국가의 남편이자 아버지로 상상한다는 것을 의미한다. 남아프리카 태생 소설가 신시아 스톡리는 로디지아에 살았으며, '로디지아의 버지니아'(1903)와 갈퀴(1911)와 같은 여러 소설을 그곳을 배경으로 썼다. 페이지와 마찬가지로 스톡리의 주인공들은 강력한 아프리카 풍경에 크게 영향을 받는다. "아프리카는 그의 입에 키스했고 그는 그녀를 떠나지 않을 것이다." '갈퀴'에서 그녀는 개인의 자유와 영혼의 확장을 가능하게 한 이 나라의 비어 있는 풍경에 대해 썼다. "세상은 은혜로운 희미함으로 가득 차 있고 무한한 공간으로 이루어진 것 같았다. 형언할 수 없는 행복한 자유의 감정이 내 마음을 가득 채웠다. 내 영혼의 폐가 이전 어느 땅에서도 해보지 못한 것처럼 숨을 쉬고 확장되는 것 같았다." 스톡리는 자신의 소설에서 로디지아 애국심을 보여주지만, 그녀의 민족주의는 '타가티'(1930)에서 남아프리카와의 연합으로 옮겨갔다.

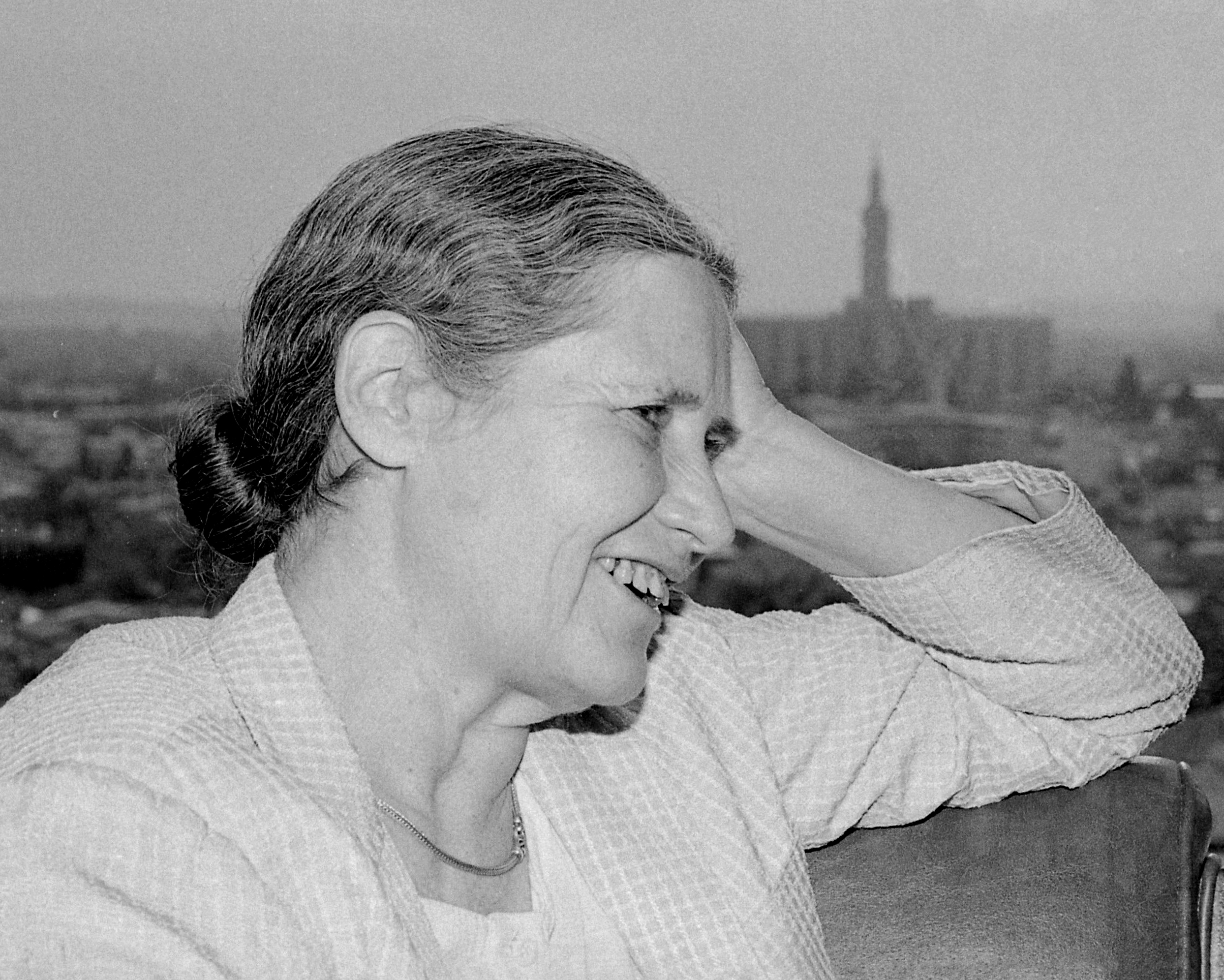
1984년 작가 도리스 레싱

도리스 레싱(1919~2013)은 2007년 노벨 문학상을 수상하며, 1991년 남아프리카 공화국의 네이딘 고디머 이후 두 번째로 노벨상을 수상한 백인 아프리카 여성이 되었다. 그녀의 초기 시는 활발한 논평을 실었던 정기 간행물 '뉴 로디지아'(1938~1954)에 실렸다. 그녀의 데뷔 소설인 1940년대 후반 남로디지아를 배경으로 한 백인 여성과 흑인 남성 간의 관계를 다룬 풀잎은 노래한다(1950)는 신문에서 백인 여성이 벨트에서 살해당했다는 발표로 시작한다. "신문은 많은 것을 말하지 않았다. 전국 사람들은 선정적인 제목이 붙은 문단을 흘긋 보고는 거의 만족감과 뒤섞인 분노가 약간 치솟는 것을 느꼈을 것이다. 마치 어떤 믿음이 확인된 듯, 마치 예상할 수밖에 없었던 일이 일어난 듯이 말이다. 원주민이 훔치거나 살인하거나 강간할 때, 그것이 백인들이 느끼는 감정이다."
이 나라의 여러 백인 작가들은 로디지아 시 학회(1950년 설립)에 의해 시가 출판되었다. 1952년, 학회지는 로디지아 시(Rhodesian Poetry)가 되기 전에 살리스베리 시 비평(Poetry Review Salisbury)으로 발행되었다. 남아프리카 작가 앨런 패튼은 1970년대에 이 학회의 회장이었다. 1980년 독립 전까지 매년 또는 격년으로 발행되었다. 1970년대에는 새로운 자료뿐만 아니라 지난 2년간 다른 곳에서 발행되어 호평을 받은 시도 출판되었다. 이 시들 중 다수는 흑인과 백인 작가 모두의 작품을 출판하는 것을 목표로 한 분기별 출판물인 투 톤(Two Tone)에서 나왔다. 설립자인 필리파 벌린과 올리브 로버트슨은 로디지아 전선의 추종자들이었다. 벌린은 독립된 로디지아가 흑인과 백인 시민 모두를 수용해야 하며, 그녀의 계간지는 다른 인종의 시인들이 서로의 목소리에 귀 기울일 수 있는 통로가 될 수 있다고 믿었다. 1972년에 로디지아 부시 전쟁이 전면에 부각되고 이민이 증가하면서 백인 시인들은 자신의 정체성을 표현하는 데 덜 자신감을 갖게 되었고, 투 톤과 로디지아 시에 실리는 시들은 전쟁 경험에 대한 내용이 더 자주 등장했다. 존 에펠은 전쟁 막바지 몇 년 동안 반복적으로 징집되었고, 그의 시 "전쟁의 전리품"에서 접촉 중에 사망한 게릴라들의 시체를 바라보던 기억을 회상한다.
병장이 내게 말한다.

이 고크(gooks)들이 학살한 민간인들을 위해 눈물을 아껴두라고.

그러나 나는 그들을 생각하지 않고,

내가 나의 로디지아주의에서 정화되고 있다는 것을

설명할 수 없다. 그 추한

단어는 날카로운 모서리로 나를 열고 있다.

...나는 과거 시제로 넘어간다.

두 톤과 로디지아 시에 기고했던 콜린 스타일은 '바오밥 거리'(1977)로 1977년 남부 아프리카에서 출판된 최고의 영어 시집으로 잉그리드 욘커상을 수상했다. 그는 고향의 벨트와 새로운 건물 개발로 인한 그곳의 소멸, 그리고 로디지아 자체에 대한 노골적인 향수를 표현했다. "공동묘지"에서 기억으로만 남을 로디지아의 삶과 문화는 산족 암벽화처럼 현재와 분리되어 그려진다.
흙은 고와라:

내 땀과 뒤섞여 내 샌들 속에서 붉게 물들고,

마음속으로 스며드는 진흙빛 가려운 황토,

틈새와 동굴 속 바위에 새겨진 임팔라들이

쉬지 않고 흔들린다.

N. H. 브레텔은 1950년 '브론즈 프리즈: 주로 로디지아 시'를 출간한 이래 이 나라의 중요한 백인 시인이었다. 1978년 로디지아 시에 관한 학술 에세이에서 그레이엄 로빈은 "브레텔은 이처럼 새롭고 낯선 땅에서 망명자의 멈칫거리는 혼미함을 언어로 표현한다. 마침내 로디지아는 자신의 나라에 사로잡힌 시인을 가졌지만, 놀랐고, 거의 마지못해 사로잡힌 시인이다."라고 썼다. 브레텔은 또한 시인, 단편 소설가이자 성공회 사제인 아서 셰럴리 크립스와도 친분을 맺었다. 크립스는 영국 남아프리카 회사와 정착민 통치에 비판적이었다. 그는 로디지아 시 최초의 시집인 '로디지아 시, 1888~1938'(존 스넬링 편집)에서 가장 폭넓게 소개된 작가였다. 전후 시기와 말년에 크립스는 백인 급진주의를 위한 장을 제공한 '노동 전선'에 시를 발표했다. 좌파 성향의 백인 작가들은 또한 '중앙 아프리카 익재미너'(1957~1965)에 글을 썼는데, 여기서 작가들은 인종, 국가, 보편적 참정권에 대해 다루었다. 이 시는 종종 풍자적이었으며, 연방 및 남로디지아 기득권의 정치적 이데올로기와 주장을 전복시켰다. 이 출판물은 로디지아의 일방적 독립선언 이후 시행된 검열법으로 인해 1965년에 발행을 중단했다. 수백 권의 대부분 편파적인 소설 또한 1960년대와 1970년대의 UDI 시대에 스미스 정부를 지지하는 이 나라의 백인 작가들에 의해 출판되었다.
UDI 로디지아의 마지막 몇 년 동안, 흑인과 백인 작가들의 작품을 모두 포함하는 로디지아 시는 많은 흑인 작가들에게 부적절하게 여겨졌다. 1978년, 키지토 무켐와는 흑인 작가들의 작품만을 담은 시집 '짐바브웨 영어 시: 선집'을 편집했다. 당시 '로디지아' 대신 '짐바브웨'를 정체성 용어로 사용하는 것은 전복적인 것으로 간주되었다.

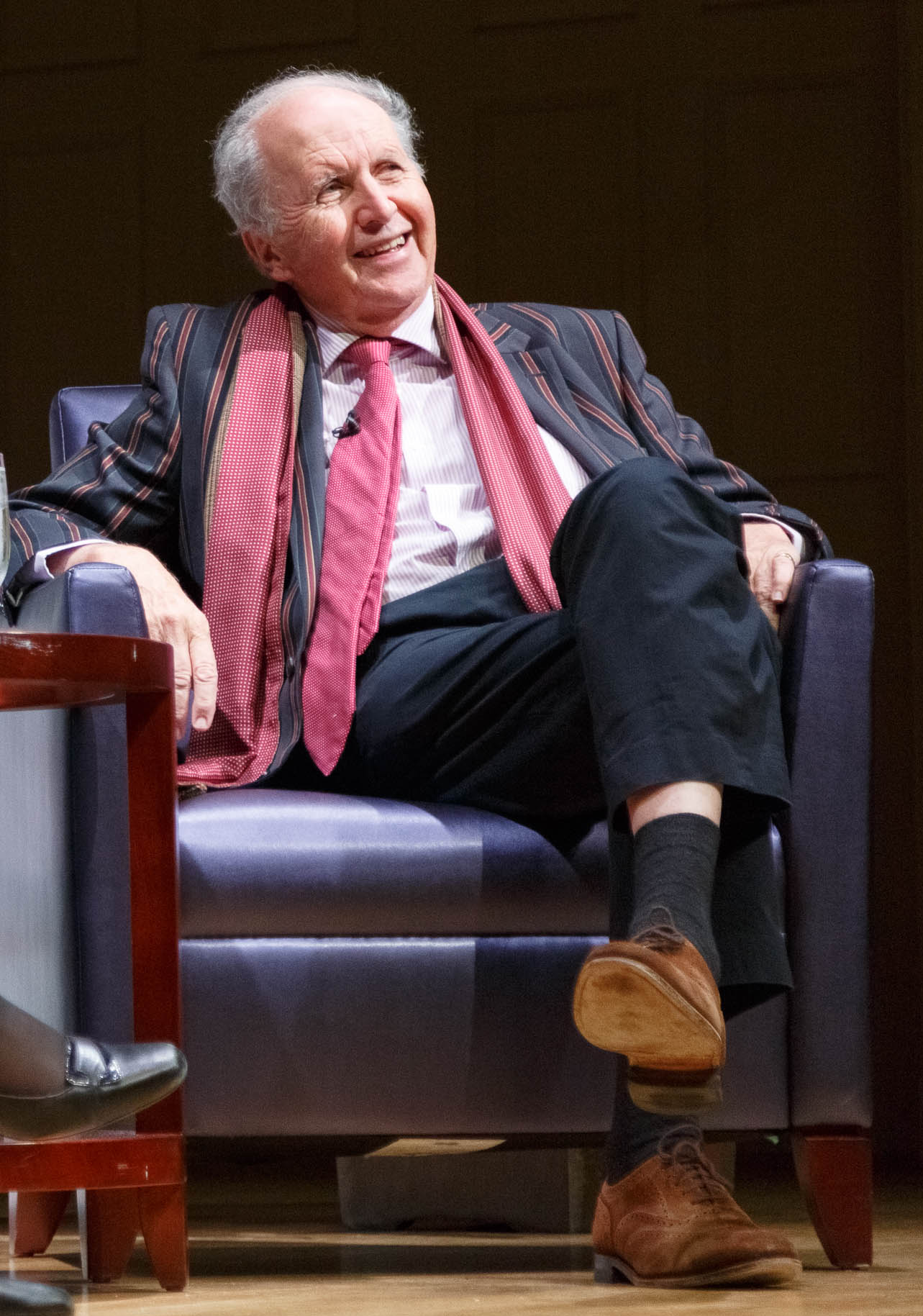
작가 알렉산더 맥콜 스미스

로렌 리벤베르크는 그녀의 데뷔 소설 '땅콩 버터와 잼의 육감적인 즐거움'을 1978년 로디지아 농장을 배경으로 했다. 이 소설은 2008년 오렌지 문학상 후보에 올랐다. 리벤베르크는 전쟁으로 황폐해진 로디지아에서 어린 시절을 보냈던 자신의 경험을 일부 활용했다. 남로디지아에서 태어나고 자란 알렉산더 맥콜 스미스도 주목할 만한 성공을 거두었다. 특히 그는 이웃 보츠와나를 배경으로 한 아프리카에서 영감을 받은 시리즈인 제1 레이디스 탐정 에이전시의 창시자로 알려져 있다.

#### 논픽션

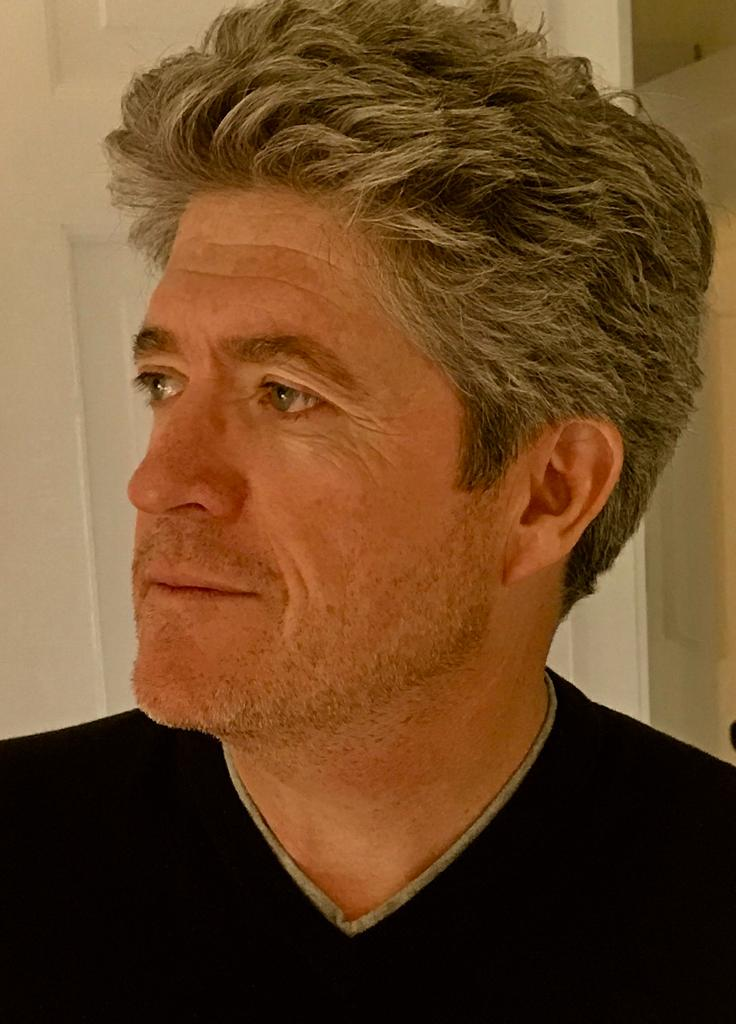
작가 피터 고드윈

이 나라에서 백인 소수 통치에 대한 비판적이지 않은 설명은 1960년대 로디지아 교육부가 권장하는 교육 과정의 일부를 구성했다. 백인 학교 어린이들은 마이판위 윌리엄스의 '로디지아 어린이 역사'(1925)와 지니 M. 부기(Jeannie M. Boogie)의 '로디지아 문명화의 첫걸음'(1940)을 읽었다.
1957년 살리스베리(현재 하라레)에서 영국인과 폴란드인 부모 사이에서 태어난 피터 고드윈은 짐바브웨를 배경으로 한 여러 책을 썼다. 이 책들에는 '로디지아인들은 결코 죽지 않는다'(1984), '무키와: 아프리카의 백인 소년'(1996), '악어가 태양을 먹을 때'(2007), '두려움: 로버트 무가베와 짐바브웨의 순교'(2011) 등이 있다. 이 책들의 주제는 짐바브웨의 정치적 변화가 이 나라의 백인 공동체에 미치는 영향이다. 그의 글은 1970년대 부시 전쟁 중 아군 사격 사건으로 여동생 중 한 명이 사망한 사건에 영향을 받았다. 알렉산드라 풀러는 2002년 회고록 '개에게 가지 마세요 오늘 밤'에서 1970년대 로디지아 농장에서의 어린 시절을 썼다. 풀러에게 땅은 여성으로 성별화된다. "로디지아에서는 우리가 태어나고 각 아이의 탯줄은 어머니로부터 땅으로 곧바로 꿰매져 뿌리를 내리고 자란다. 땅에서 벗어나면 질식사, 아사로 이어진다. 이것이 이 땅의 사람들이 믿는 것이다."
불라와요에서 자란 그레이엄 보인턴은 '구름 속 뻐꾸기 나라의 마지막 날들'(1997)을 썼으며, 남부 아프리카에서 백인 통치의 황혼기를 다루고 이언 스미스와 가필드 토드 경이라는 두 명의 주요 백인 정치 주인공과의 광범위한 인터뷰를 포함했다. 고(故) 하이디 홀랜드는 비밀 만찬에서 로버트 무가베를 만났고, 2007년에는 소수의 백인 기자 중 한 명으로서 대통령과 심층 인터뷰를 할 수 있었다. 홀랜드는 '무가베와의 만찬'(2008)에서 무가베와의 경험에 대해 썼다. 더글러스 로저스는 '마지막 리조트'(2009)에서 부모님이 게임 농장과 배낭여행자 리조트를 지키기 위해 고군분투하는 모습을 기록했다. 아동 소설로 가장 잘 알려진 로렌 세인트 존은 회고록 '레인보우즈 엔드: 어린 시절, 전쟁, 아프리카 농장 이야기'를 썼다. 세인트 존은 당시 로디지아의 어린 시절 집인 레인보우즈 엔드에 대해 썼는데, 그곳에서는 이전 가족이 살해당했다. 그녀의 이야기는 1970년대 내전 중 성장기와 새로 독립한 짐바브웨에서의 삶을 다룬다.

### 음악
로디지아가 1970년 공화국이 되면서 "신이여 여왕을 보우하소서"는 국가에서 제외되었다. 1974년, 루트비히 판 베토벤의 교향곡 9번의 "환희의 송가"가 새로운 국가 "로디지아의 목소리를 상승시키리"의 곡조가 되었다. 지역 여성 메리 블룸이 이 국가의 가사를 제공했다. 로디지아 부시 전쟁 동안 백인 공동체 사이에서 애국적인 민요가 특히 인기를 끌었다. 주요 음악인으로는 1967년 이언 스미스의 의붓딸 진 스미스와 결혼한 클렘 톨레가 있었다. 톨레는 "로디지아인들은 결코 죽지 않는다"와 같은 애국적인 노래로 유명해졌고, 첫 앨범 '사랑과 전쟁의 노래'로 골드 등급(6만 장 이상 판매)을 달성했다. 이 앨범은 셰드 스튜디오에서 녹음되었다. 또 다른 인기 있는 포크 가수로는 북로디지아 태생의 존 에드먼드가 있었는데, 그는 전 (남부) 로디지아 육군 군인이었으며 로디지아 부시 전쟁 동안 상당한 성공을 거두었다. 그는 인기 앨범 '트로피송스'에서 "U.D.I. 송"과 같은 애국적인 민요로 히트를 쳤다. 로디지아 총리 이언 스미스는 1970년 살리스베리(하라레)에서 열린 선거 유세에서 아프리칸스 민요 "보베 야안 클림 디 베르그"("개코원숭이가 산에 오른다")를 불렀다가 비판을 받았다.
사이먼 애트웰은 인기 있는 남아프리카 그룹 프레실리그라운드의 짐바브웨 밴드 멤버로, 플루트, 음비라, 색소폰, 하모니카를 연주한다. 프레실리그라운드는 아프리카와 유럽 음악 전통을 모두 결합하며, 2008년 HIFA에 참가했다. 케이프타운을 기반으로 활동하는 하라레 출신 가수 젬마 그리피스는 BBC에 의해 조명되었다.
콘서트 피아니스트 마누엘 바고로는 하라레 국제 예술 축제의 설립자이자 예술 감독이다. 1999년에 처음 개최된 이 축제는 가장 최근에 2008년 4월에 개최되었으며, 어려운 시기에 짐바브웨 예술에 대한 관심을 끄는 데 성공했다.
재즈 작곡가, 밴드 리더, 트롬본 연주자 마이크 깁스는 남로디지아 살리스베리에서 태어났다. 국제적으로 성공한 다른 예술가로는 로열 발레의 프리마 발레리나 메를 파크 여사와 여배우 수잔 버넷이 있다. 수잔 버넷의 할아버지는 이 나라의 첫 번째 백인 정착민 중 한 명이었다.

### 공연 예술
연극은 아프리카 식민지 전역에서 부르주아 백인 거주자들 사이에서 엄청난 인기를 누렸는데, 종종 유럽 본국의 문화를 찾았다. 더 큰 극장 건설은 20세기 케냐, 남로디지아, 북로디지아의 구리 지대와 같이 백인 인구가 많은 식민지에서 활황을 이루었다. '작은 극장'도 인기가 많았는데, 종종 대형 스포츠 경기장, 짐카나, 경마 클럽의 일부였다. 1910년, 한 작가는 남로디지아 백인 인구 사이에서 연극의 인기에 대해 언급했다. "지역 주민들은 극장 좌석에 상당한 금액을 지출했을 것이다. 그해에 15개의 전문 극단이 순회 공연을 했다." 남부 아프리카 식민지의 극장은 보통 철도 옆에 위치했으며, 당시 남로디지아에서 유럽 연극 공연은 남부 지역인 불라와요에서 처음 열렸다. 철도 인프라의 발전은 이웃 남아프리카의 연예인들의 참여를 가능하게 했다.
국립 극장 기구(구 국립 극장 재단)는 주로 유럽 중심의 연극 제작에 집중했다. 여기에는 한여름 밤의 꿈과 '노 섹스 플리즈, 위 아 브리티시'와 같은 연극이 포함되었다.

### 방송
1960년, 당시 남로디지아에 로디지아 텔레비전이라는 이름으로 텔레비전이 도입되었다. 이는 이 지역에서 최초의 서비스였는데, 남아프리카 공화국은 잠재적인 이념적 갈등 때문에 1976년까지 텔레비전을 도입하지 않았다. 로디지아 방송사(RTV)는 1976년에 RBCTV로 전환되었다. 이전과 마찬가지로 이는 광고를 포함하는 상업 서비스였지만, 텔레비전 수신료도 있었다. 텔레비전 수신은 주로 대도시에 국한되었고, 대부분의 텔레비전 방송인과 시청자는 백인 소수 민족 출신이었다. RTV와 RBC는 모두 BBC를 모델로 삼았는데, 이는 정부 부처가 책임을 지지 않고 대신 (이언 스미스가 선정한) 이사회가 책임을 졌다는 점에서 그러했다. 인기 있는 텔레비전 프로그램으로는 퀴즈키즈, 프랭클리 파트리지, 뮤직 타임이 있었다. RBC의 가장 잘 알려진 감독은 아마도 하비 워드 박사였을 것이다. 텔레비전 도입 이전에 RBC는 성공적인 라디오 네트워크를 개발했으며, 이는 계속 유지되었다. 1978년까지 워드 박사를 포함한 세 명의 고위 백인 임원이 해외로 도피했는데, 워드 박사는 "아마도 다른 어떤 사람보다 로디지아의 라디오 및 TV 네트워크의 우익 편향과 동일시되었다"는 말을 들었다. RBC는 나중에 짐바브웨 로디지아 공사로 계승되었고, 현재는 짐바브웨 방송으로 불린다. 영국 텔레비전 시리즈 폰잭커의 호레이스 본 쿠테 캐릭터는 우간다 은행 사기꾼을 가로채는 경찰에서 일하는 로디지아인이다.

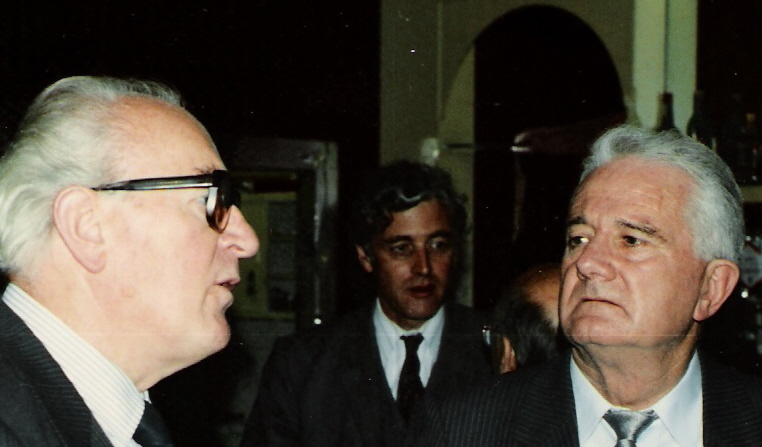
하비 워드, 오른쪽, 지그문트 스코피악과 대화 중

작가 피터 고드윈의 여동생인 조지나 고드윈은 짐바브웨에서 잘 알려진 방송 기자로, 2001년 나라를 떠날 때까지 국영 방송사 짐바브웨 방송에서 아침 정보 프로그램을 진행하고 황금 시간대 라디오 프로그램을 진행했다. 그녀는 또한 짐바브웨 국영 방송의 방해 없이 독립적으로 방송하는 것을 목적으로 런던에 기반을 둔 SW 라디오 아프리카의 설립자였다. 그녀는 모노클 라디오의 도서 편집자이자 방송국에서 심층 작가 인터뷰 프로그램 '작가 만나기'의 진행자이다.

### 영화
도리스 레싱의 남로디지아 소설 풀잎은 노래한다는 백인 짐바브웨 감독 마이클 레이번에 의해 영화로 각색되어 1980년에 개봉했다.
원작 소설의 대부분이 당시 남로디지아와 이전 남아프리카를 배경으로 했음에도 불구하고, 영화는 잠비아와 스웨덴에서 촬영되었다. 이 영화는 캐런 블랙과 존 서가 가난에 시달리는 백인 농민 부부 메리 터너와 딕 터너 역을 맡았고, 존 카니가 메리 터너의 하인이자 연인 역을 맡았다. 이 영화는 스웨덴어로 '그라셋 슝에르(Gräset Sjunger)'와 '킬링 히트(Killing Heat)'로도 알려져 있다.

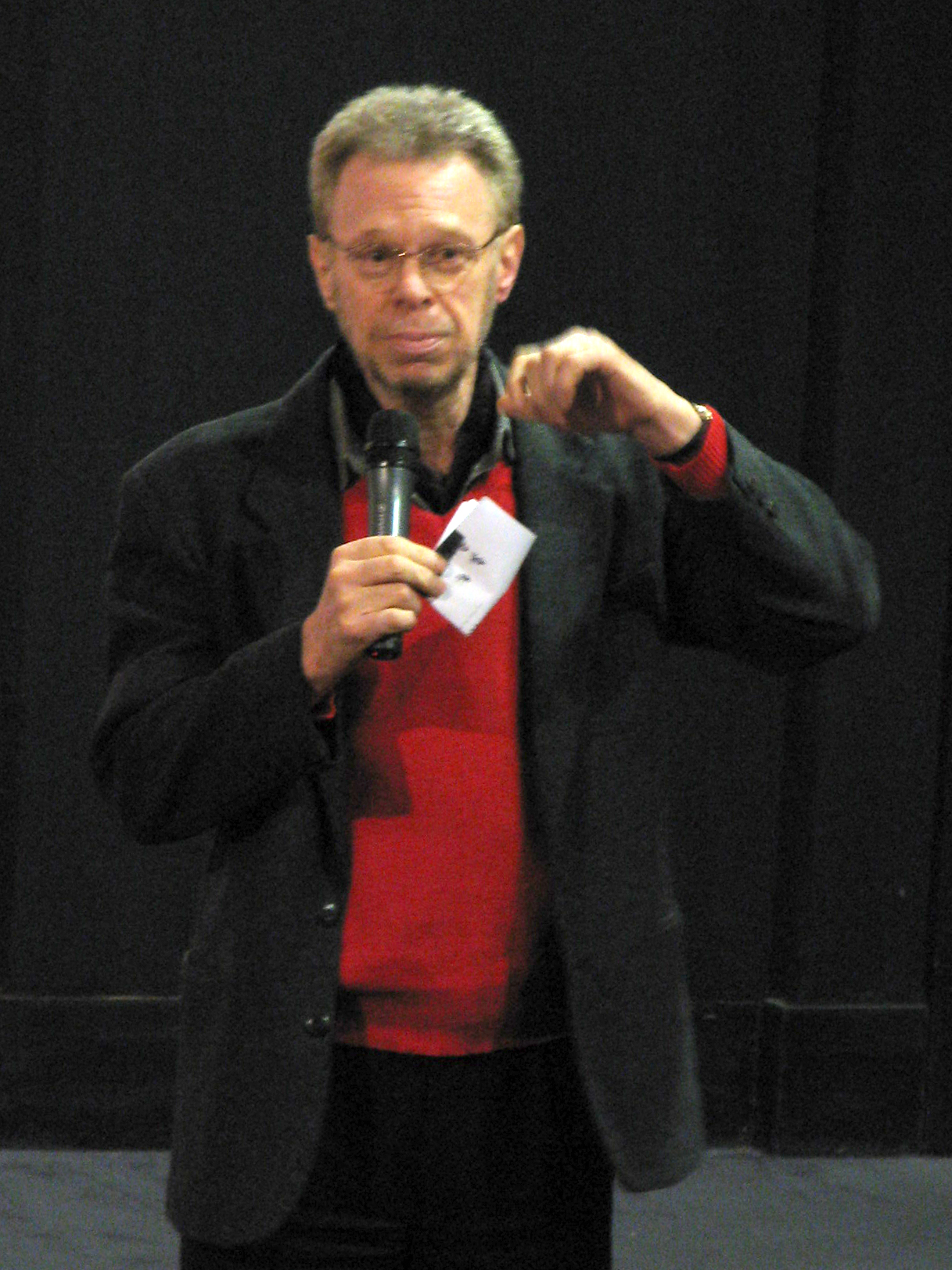
풀잎은 노래한다 감독 마이클 레이번

1980년 영화 샴와리는 미국에서는 Chain Gang Killings로도 알려져 있으며, 탈옥한 두 죄수, 한 명은 흑인, 다른 한 명은 백인, 그리고 그들의 우정이 발전하는 이야기를 다룬 액션 스릴러이다. 이 영화는 로디지아를 배경으로 촬영되었으며, 트레이시 역의 타마라 프랑케와 같은 여러 현지 백인 배우들이 출연했다. 4년 후, 프랑케는 골드 포 골드에서 주요 역할을 맡았다.
다큐멘터리 영화 '무가베와 백인 아프리카인'은 2009년 호평을 받으며 개봉했다. 이 영화는 무가베의 가혹한 토지 개혁 정책에 맞서 싸우는 백인 짐바브웨 농가족의 이야기를 다룬다.
블러드 다이아몬드(2006)에서 레오나르도 디카프리오는 전직 용병이자 다이아몬드 밀수업자이며 자칭 "로디지아인"인 대니 아처 역을 연기한다. 그의 부모는 반군에 의해 농장에서 살해당했다. 이 어드벤처 드라마 영화는 시에라리온 내전이 한창이던 1999년을 배경으로 한다. 시드니 폴락의 인터프리터(2005)에서 니콜 키드먼은 가상의 아프리카 공화국 마토보에서 자랐으며 뉴욕에 본사를 둔 유엔 통역사 실비아 브룸이라는 백인 아프리카인 주인공 역을 맡았다. 마토보는 짐바브웨를 상징하는 것으로 널리 간주된다.

### 미인 대회
미스 로디지아는 로디지아 및 그 이전 국가의 국가 미인 대회였다. 매년 많은 지역 백인 여성들이 대회에 참가했으며, 1959년 미스 월드에 데뷔했다. 로디지아는 로디지아의 일방적 독립선언 단 며칠 후 레슬리 번팅이 국가를 대표하여 미스 월드 1965에 참가했다. 그러나 이 나라는 1966년부터 대회에서 제외되었다. 첼시 데이비의 어머니인 베벌리 도널드 데이비는 1973년 미스 로디지아로 선정되었다. 1959년부터 1976년까지는 백인 여성만이 미스 로디지아로 선정되었고, 코니 마카야가 1977년 최초의 흑인 미스 로디지아가 되었다. 로디지아가 다수 민주주의로 전환되어 1980년 짐바브웨가 되면서 미스 로디지아는 미스 짐바브웨가 되었다. 2023년, 백인 짐바브웨 여성 브룩 브룩-잭슨이 미스 유니버스 짐바브웨로 선정되었다.

## 스포츠

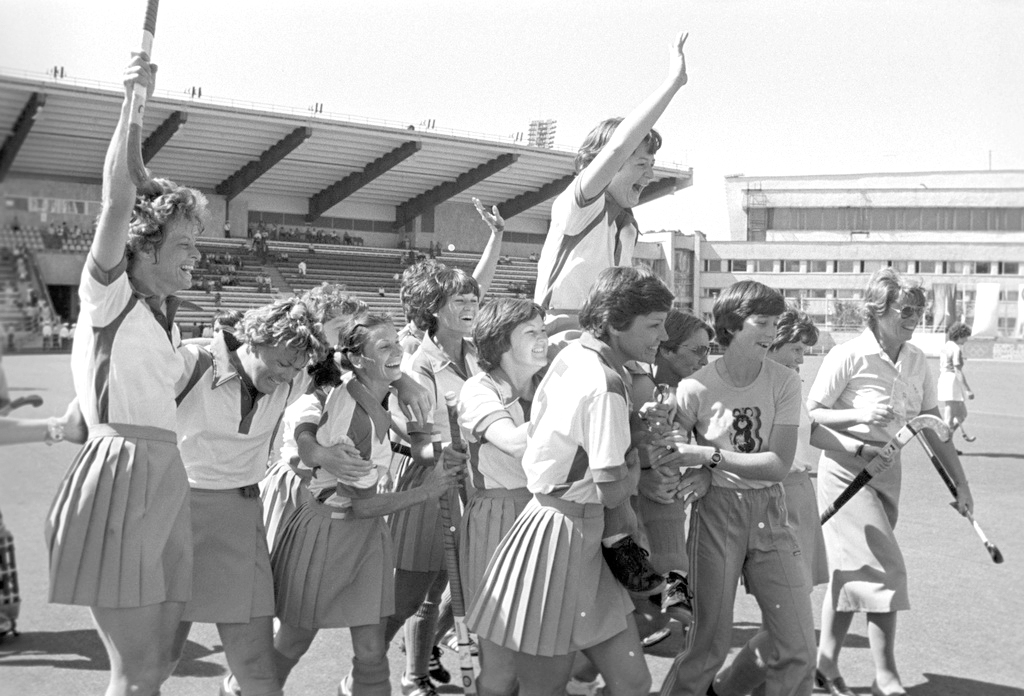
1980년 하계 올림픽에서 금메달을 획득한 전원 백인으로 구성된 짐바브웨 여자 필드하키 국가대표팀.

1980년 이전에는 로디지아의 국제 스포츠 행사 참가는 거의 전적으로 백인 위주였다. 짐바브웨의 일부 국제 스포츠 행사 참가는 1990년대까지도 백인 위주로 지속되었다. 예를 들어, 1995년까지는 짐바브웨 크리켓 국가대표팀에 흑인 선수가 선발되지 않았다. 랠리 드라이버 콘라트 로이텐바흐(빌리의 아들)는 2005년과 2006년 던롭 짐바브웨 챌린지 랠리에서 우승하며 FIA 아프리카 챔피언십을 차지했다. 상징적인 사건으로는 1980년 7월 모스크바 올림픽에서 앤 그랜트(구 앤 플레처)가 주장으로 이끌고 금메달을 획득한 전원 백인으로 구성된 짐바브웨 여자 필드하키 팀이 있다(앤 그랜트의 오빠이자 크리켓 선수인 던컨 플레처는 나중에 잉글랜드 크리켓 팀의 감독이 되었다).
1960년대와 1970년대의 이러한 경향의 예외는 축구였다. 짐바브웨 축구 국가대표팀은 주로 흑인으로 구성되어 있었지만, 1970년 월드컵 예선에서 실패한 시도 동안 팀을 이끈 백인 포워드 보비 챌머스와 골키퍼 브루스 그로벨라르는 예외였다.
프로 수영 선수 모나코 공비 샤를린은 2000 시드니 올림픽에 참가했다. 그녀는 불라와요에서 태어나 자랐으며, 12세 때인 1989년 가족과 함께 남아프리카 공화국으로 이주했다. 그러나 그녀는 프로 스포츠 대회에서 남아프리카 공화국을 대표했다. 호주 럭비 유니온 선수 데이비드 포콕도 잘 알려진 짐바브웨인인데, 14세 때인 2002년에 호주로 이민을 갔다. 포콕은 2022년 오스트레일리아 상원 의원으로 선출되었다. 그는 오스트레일리아 헌법 제44조(1)항에 따라 이중 국적을 금지하고 있기 때문에 짐바브웨 시민권을 포기했다.

## 짐바브웨 정치 참여

### 정치 및 경제적 배경

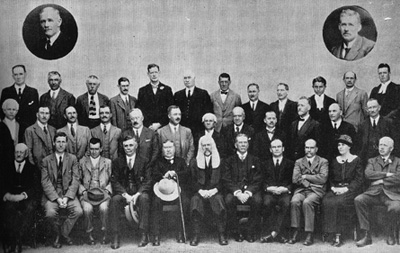
1923년 남로디지아의 초대 정부

UDI 시대 동안 로디지아는 유엔 제재에 저항하는 수단으로 봉쇄 경제를 발전시켰다. 이 나라는 엄격한 환율 및 수입 통제 시스템을 운영했으며, 주요 수출품은 국영 무역 기관(예: '곡물 마케팅 위원회')을 통해 유통되었다. 이러한 접근 방식은 1990년경까지 계속되었으며, 그 시점에 국제 통화 기금과 세계은행의 개발 자금은 경제 자유화 채택을 조건으로 했다. 1991년 짐바브웨는 민영화, 환율 및 수입 통제 철폐, 무역 규제 완화, 수출 보조금 단계적 폐지를 요구하는 ESAP(경제 구조 조정 프로그램)를 채택했다. 독립 전까지 경제는 주로 담배, 석면, 금 등 소수의 1차 제품 수출에 의존했다. 독립 후에는 이러한 모든 제품의 세계 시장이 악화되었고, ESAP가 다양화를 촉진하기를 희망했다.
ESAP와 그 후속 조치인 ZIMPREST(짐바브웨 경제 사회 변혁 프로그램)는 상당한 경제적 혼란을 야기했다. 일부 경제 부문은 혜택을 받았지만, 즉각적인 결과로는 일자리 감소, 빈곤 증가, 일련의 환율 위기가 있었다. 이와 관련된 경기 침체는 재정 적자를 증가시켰고, 이는 공공 서비스에 압력을 가했으며, 재정 적자를 충당하는 데 사용된 수단은 초인플레이션을 야기했다. 이러한 요인들은 많은 능력 있고 자격을 갖춘 짐바브웨인(흑인과 백인 모두)이 해외에서 일자리를 찾아야 하는 상황을 만들었다.
1990년 이후 짐바브웨 정치는 경제적 어려움을 배경으로 진행되었으며, 특히 제조업 부문은 '공동화'되었다. 그러나 일부 경제 부문은 계속해서 좋은 성과를 보이고 있다. 짐바브웨 증권 거래소와 부동산 시장은 소폭의 호황을 누렸고, 외부인들이 광업과 토지 사업 모두에 투자하고 있다.
독립 직후 기간 동안, 일부 백인 정치 지도자들(예: 이언 스미스)은 백인 짐바브웨인들의 별개 그룹으로서의 정체성을 유지하고자 했다. 특히 그들은 백인들에게 할당된 의회 20석을 유지하기 위해 별도의 "백인 명부"를 유지하기를 원했는데, 이는 1987년에 폐지되었다. 그럼에도 불구하고 많은 백인 짐바브웨인들은 정치적 변화를 수용했으며, 1980년대와 1990년대에는 심지어 많은 이들이 ZANU-PF에 가입했다. 예를 들어, 티모시 스탬프스는 1986년부터 2002년까지 짐바브웨 정부에서 보건부 장관을 역임했다. 데니스 노먼은 여러 내각 직위를 역임했다. 농업부 장관(1980~1985, 1995~1997), 교통부 장관(1990~1997), 전력부 장관(1992~1997).

### 부유한 짐바브웨인들
2000년대에 백인 사업가들과 고위 군 장교들로 이루어진 엘리트 네트워크는 전 보안부 장관이자 나중에 국회 의장이 된 에머슨 음낭가과와 관련된 ZANU-PF의 한 파벌과 연합되었다. 음낭가과는 데일리 뉴스 기자들에 의해 "짐바브웨에서 가장 부유한 정치인"으로 묘사되었다. 그는 무가베 대통령의 조기 퇴진과 정권의 국내 반대자들에 대한 화해적 접근 방식을 선호했던 것으로 여겨지며, 이러한 입장은 ZANU-PF의 다른 요소들을 불쾌하게 했다. 2006년 6월, 존 브레덴캄프(유명한 전 음낭가과 동료)는 자신의 Breco 무역 회사에 대한 정부 조사가 시작된 후 개인 제트기를 타고 짐바브웨를 떠났다. 브레덴캄프는 2006년 9월 법원 명령에 따라 여권을 돌려받은 후 짐바브웨로 돌아왔다.
2002년 7월, 저명한 짐바브웨인 92명은 다양한 짐바브웨 정부 정책에 대한 불만을 표명하기 위한 EU "스마트 제재"의 대상이 되었다. 이들은 EU 입국이 금지되었고, EU 내에 소유한 자산에 대한 접근이 동결되었다. 블랙리스트에 오른 사람들 중 91명은 흑인이었고, 한 명은 백인이었다: 티모시 스탬프스 박사.
많은 관찰자들은 EU가 스탬프스 박사를 대하는 방식이 흥미롭다고 생각했다. 왜냐하면 2002년 7월경에는 그가 활발한 정치 활동에서 은퇴하고 반신불수 상태였기 때문이다. 게다가 스탬프스는 어떤 종류의 불법 행위에도 연루된 적이 없는 매우 헌신적인 의사로 널리 알려져 있었다. 같은 관찰자들은 EU 위원회가 무가베의 부유한 백인 후원자들을 목록에 포함시키지 않은 것도 똑같이 이상하다고 생각했다.

### 정치적 대표성
1990년경부터, 주류 백인 여론은 정부를 통제하던 무가베의 ZANU 당에 대한 반대 정치에 찬성했다. 백인 짐바브웨인들은 자유 경제, 민주주의, 법치주의에 투표하기를 원했다. 백인들은 독립 직후 기간 동안 몸을 낮추었지만, 1999년에 ZANU 정부의 과잉 행위에 대한 대다수 사람들의 공통된 불만을 인식하고, 처음에는 시민들이 목소리를 내고 대다수 짐바브웨인과 함께 투표할 수 있도록 노동조합 운동에서 성장한 야당에 투표할 기회를 얻었다. 백인 짐바브웨인들은 거의 선거에서 승리할 뻔했던 야당 MDC의 캠페인에서 중요한 역할을 했다. 이 나라의 급진적 요소들은 MDC 계획이 제한된 형태의 백인 소수 통치를 회복하려는 시도로 인식했고, 이는 폭력적인 반발을 야기했다.
로이 베넷은 급진적인 무장 세력에게 커피 농장을 점령당하고 압류당한 백인 농부였다. 그는 2000년 총선에서 치마니마니 선거구(모잠비크 국경 인접)에서 압도적인 승리를 거두었다. 베넷(전 짐바브웨 보수 연맹 회원)은 민주 변화 운동 소속으로 의석을 얻었으며, 2000년에 선출된 4명의 백인 MDC 지역구 의원 중 한 명이었다. 베넷은 2018년 미국 뉴멕시코주 래턴에서 발생한 헬리콥터 추락 사고로 사망했다.
2000년에 당선된 다른 백인 국회의원으로는 데이비드 콜타트(저명한 인권 변호사이자 MDC의 창립 법무 비서)와 마이클 오렛(1970년대 백인 소수 통치에 반대했던 오랜 시민권 운동가)이 있었다. 트루디 스티븐슨은 1972년까지 우간다에 살다가 이디 아민 정권으로부터 도피한 백인 미국인이었다. 스티븐슨은 MDC의 정책 연구 비서로 재직하다가 국회의원으로 선출되었다. 2006년 7월, 하라레 교외 마브쿠에서 열린 정치 회의에 참석한 후, 스티븐슨은 공격을 받아 목 뒤와 머리에 마체테 상처를 입었다. MDC 지도부는 즉시 이 공격이 ZANU 무장 세력에 의해 자행되었다고 주장했지만, 병원에서 회복 중이던 하라레 북부 의원은 자신의 공격자들이 MDC의 경쟁 파벌 구성원들이라고 확신했다. 이 사건은 짐바브웨 정치의 폭력적이고 파벌주의적인 성격을 보여준다. 짐바브웨 정치인들은 일상적으로 서로를 살인, 절도, 선거 사기, 음모, 반역죄로 고발한다. 이러한 이야기들의 진실을 아는 것은 종종 어렵다. 에디 크로스도 2000년에 의원으로 선출되었고 2018년에 정치에서 은퇴했다. 크로스는 선도적인 경제학자로, MDC의 경제 비서이자 그림자 재무 장관을 지냈다. 의회 및 대통령 선거에서 크로스와 콜타트는 자신의 의석에 재선되었고, 백인 짐바브웨 농부인 이언 케이는 마론데라 중앙의 의석을 차지했다. 스티븐슨은 하라레 마운트 플레전트에서 자신의 의석을 잃었다. 스티븐슨은 2009년부터 사망한 2019년까지 세네갈 주재 짐바브웨 대사로 재직했다.
짐바브웨 현 정부에서 청소년, 스포츠, 예술 및 레크리에이션부 장관직은 2018년부터 커스티 코번트리가 맡고 있다.

## 같이 보기
- 백인
- 남아프리카 공화국 백인